# Vorortelinie
| |                                   |                                                                 |                                                                 |
| Streckennummer (ÖBB): | 12001                             |                                                                 |                                                                 |
| Kursbuchstrecke (ÖBB): | 945                               |                                                                 |                                                                 |
| Streckenlänge: | 14,905 km                         |                                                                 |                                                                 |
| Spurweite: | 1435 mm (Normalspur)              |                                                                 |                                                                 |
| Netzkategorie: | A                                 |                                                                 |                                                                 |
| Streckenklasse: | D4                                |                                                                 |                                                                 |
| Stromsystem: | 15 kV 16,7 Hz ~                   |                                                                 |                                                                 |
| Maximale Neigung: | 20,292 ‰                          |                                                                 |                                                                 |
| Minimaler Radius: | 178,95 m                          |                                                                 |                                                                 |
| Streckengeschwindigkeit: | 100 km/h                          |                                                                 |                                                                 |
| Zweigleisigkeit: | Wien Penzing – Wien Heiligenstadt |                                                                 |                                                                 |
| |                                   |                                                                 |                                                                 |
| \| \| \| von Salzburg \| \| \| \| 5,846 \| Wien Hütteldorf (ehemals Hütteldorf-Hacking) \| Wien Hütteldorf (ehemals Hütteldorf-Hacking) \| \| \| \| nach Meidling Hauptstraße \| \| \| \| \| nach Wien Meidling \| \| \| \| \| nach Wien Westbahnhof \| \| \| \| \| Deutschordenstraße \| \| \| \| \| Hochsatzengasse \| \| \| \| 4,397 \| Baumgartenstraße (bis 1950, bis 30. April 1939: Baumgarten) \| Baumgartenstraße (bis 1950, bis 30. April 1939: Baumgarten) \| \| \| \| Guldengasse \| \| \| \| \| Zehetnergasse \| \| \| \| \| von Salzburg \| \| \| \| \| vom Abzw Hütteldorf 1 \| \| \| \| 2,5530,000 \| Wien Penzing \| Wien Penzing \| \| \| \| nach Wien Westbahnhof \| \| \| \| \| Linzer Straße \| \| \| \| 0,860 \| Wien Breitensee (1. Mai 1939 bis Juli 1951: Breitenseer Straße) \| Wien Breitensee (1. Mai 1939 bis Juli 1951: Breitenseer Straße) \| \| \| 0,958 \| Breitenseer Tunnel (812,72 m) \| Breitenseer Tunnel (812,72 m) \| \| \| \| Hasnerstraße \| \| \| \| 2,500 \| Wien Ottakring \| Wien Ottakring \| \| \| \| Thaliastraße \| \| \| \| \| Ottakringer Straße \| \| \| \| \| Arnethgasse \| \| \| \| \| Paletzgasse \| \| \| \| 3,850 \| Wien Hernals \| Wien Hernals \| \| \| \| Hernalser Hauptstraße / Heigerleinstraße (52,20 m) \| \| \| \| \| Schultheßgasse \| \| \| \| \| Richthausenstraße (29,45 m / 36,20 m / 18,51 m) \| \| \| \| 5,150 \| HOA/FOA/SOA-Anlage \| HOA/FOA/SOA-Anlage \| \| \| \| Währinger Straße \| \| \| \| 5,400 \| Wien Gersthof \| Wien Gersthof \| \| \| \| Gentzgasse (27,64 m) \| \| \| \| 5,637 \| Kleiner Türkenschanztunnel (244,68 m) \| Kleiner Türkenschanztunnel (244,68 m) \| \| \| 5,711 \| Üst Heiligenstadt 3 \| Üst Heiligenstadt 3 \| \| \| \| \| \| \| \| 5,981 \| Großer Türkenschanztunnel (704,56 m) \| Großer Türkenschanztunnel (704,56 m) \| \| \| 6,850 \| Wien Krottenbachstraße \| Wien Krottenbachstraße \| \| \| 7,450 \| Wien Oberdöbling (ehemals Wien Ober-Döbling) \| Wien Oberdöbling (ehemals Wien Ober-Döbling) \| \| \| 7,570 \| Unterdöblinger Tunnel (71,10 m) \| Unterdöblinger Tunnel (71,10 m) \| \| \| 8,415 \| Wien Unter-Döbling (bis 11. Juli 1932) \| Wien Unter-Döbling (bis 11. Juli 1932) \| \| \| \| Heiligenstädter Straße (22,76 m) \| \| \| \| \| Franz-Josefs-Bahn \| \| \| \| \| Gunoldstraße \| \| \| \| \| von Meidling-Hauptstraße \| \| \| \| \| vom Hauptzollamt \| \| \| \| \| von Wien Franz-Josefs-Bahnhof \| \| \| \| 9,584 \| Wien Heiligenstadt \| Wien Heiligenstadt \| \| \| \| nach České Velenice \| \| \| \| \| Mooslackengasse \| \| \| \| \| Grinzinger Straße \| \| \| \| \| Vorortelinie-Donaukanalbrücke (62,55 m) über den Donaukanal \| \| \| \| 10,90 \| Brigittenau Vorortebahnhof \| Brigittenau Vorortebahnhof \| \| \| 11,352 \| von Wien Nussdorf \| von Wien Nussdorf \| \| \| 11,612 \| Wien Brigittenau (ehemals Brigittenau-Floridsdorf) \| Wien Brigittenau (ehemals Brigittenau-Floridsdorf) \| \| \| \| zur Winterhafenbrücke \| \| |                                   |                                                                 |                                                                 |
| |                                   | von Salzburg                                                    |                                                                 |
| Bahnhof | 5,846                             | Wien Hütteldorf (ehemals Hütteldorf-Hacking)                    | Wien Hütteldorf (ehemals Hütteldorf-Hacking)                    |
| Abzweig geradeaus und ehemals nach rechts |                                   | nach Meidling Hauptstraße                                       | nach Meidling Hauptstraße                                       |
| Abzweig geradeaus und nach rechts |                                   | nach Wien Meidling                                              | nach Wien Meidling                                              |
| Abzweig geradeaus und nach rechts |                                   | nach Wien Westbahnhof                                           | nach Wien Westbahnhof                                           |
| Brücke |                                   | Deutschordenstraße                                              | Deutschordenstraße                                              |
| Brücke |                                   | Hochsatzengasse                                                 | Hochsatzengasse                                                 |
| ehemaliger Haltepunkt / Haltestelle | 4,397                             | Baumgartenstraße (bis 1950, bis 30. April 1939: Baumgarten)     | Baumgartenstraße (bis 1950, bis 30. April 1939: Baumgarten)     |
| Brücke |                                   | Guldengasse                                                     | Guldengasse                                                     |
| Brücke |                                   | Zehetnergasse                                                   | Zehetnergasse                                                   |
| Abzweig geradeaus und von rechts |                                   | von Salzburg                                                    | von Salzburg                                                    |
| Abzweig geradeaus und von rechts |                                   | vom Abzw Hütteldorf 1                                           | vom Abzw Hütteldorf 1                                           |
| Bahnhof | 2,5530,000                        | Wien Penzing                                                    | Wien Penzing                                                    |
| Abzweig geradeaus und nach rechts |                                   | nach Wien Westbahnhof                                           | nach Wien Westbahnhof                                           |
| Kreuzung mit U-Bahn geradeaus oben |                                   | Linzer Straße                                                   | Linzer Straße                                                   |
| Haltepunkt / Haltestelle | 0,860                             | Wien Breitensee (1. Mai 1939 bis Juli 1951: Breitenseer Straße) | Wien Breitensee (1. Mai 1939 bis Juli 1951: Breitenseer Straße) |
| Tunnel | 0,958                             | Breitenseer Tunnel (812,72 m)                                   | Breitenseer Tunnel (812,72 m)                                   |
| Brücke |                                   | Hasnerstraße                                                    | Hasnerstraße                                                    |
| Bahnhof | 2,500                             | Wien Ottakring                                                  | Wien Ottakring                                                  |
| Kreuzung mit U-Bahn geradeaus oben |                                   | Thaliastraße                                                    | Thaliastraße                                                    |
| Brücke |                                   | Ottakringer Straße                                              | Ottakringer Straße                                              |
| Brücke |                                   | Arnethgasse                                                     | Arnethgasse                                                     |
| Brücke |                                   | Paletzgasse                                                     | Paletzgasse                                                     |
| Bahnhof | 3,850                             | Wien Hernals                                                    | Wien Hernals                                                    |
| Kreuzung mit U-Bahn geradeaus oben |                                   | Hernalser Hauptstraße / Heigerleinstraße (52,20 m)              | Hernalser Hauptstraße / Heigerleinstraße (52,20 m)              |
| Brücke |                                   | Schultheßgasse                                                  | Schultheßgasse                                                  |
| Brücke |                                   | Richthausenstraße (29,45 m / 36,20 m / 18,51 m)                 | Richthausenstraße (29,45 m / 36,20 m / 18,51 m)                 |
| Kilometer-Wechsel | 5,150                             | HOA/FOA/SOA-Anlage                                              | HOA/FOA/SOA-Anlage                                              |
| Brücke |                                   | Währinger Straße                                                | Währinger Straße                                                |
| Haltepunkt / Haltestelle | 5,400                             | Wien Gersthof                                                   | Wien Gersthof                                                   |
| Kreuzung mit U-Bahn geradeaus oben |                                   | Gentzgasse (27,64 m)                                            | Gentzgasse (27,64 m)                                            |
| Tunnelanfang | 5,637                             | Kleiner Türkenschanztunnel (244,68 m)                           | Kleiner Türkenschanztunnel (244,68 m)                           |
| Überleitstelle / Spurwechsel (im Tunnel) | 5,711                             | Üst Heiligenstadt 3                                             | Üst Heiligenstadt 3                                             |
| Tunnelende |                                   |                                                                 |                                                                 |
| Tunnel | 5,981                             | Großer Türkenschanztunnel (704,56 m)                            | Großer Türkenschanztunnel (704,56 m)                            |
| Haltepunkt / Haltestelle | 6,850                             | Wien Krottenbachstraße                                          | Wien Krottenbachstraße                                          |
| Haltepunkt / Haltestelle | 7,450                             | Wien Oberdöbling (ehemals Wien Ober-Döbling)                    | Wien Oberdöbling (ehemals Wien Ober-Döbling)                    |
| Tunnel | 7,570                             | Unterdöblinger Tunnel (71,10 m)                                 | Unterdöblinger Tunnel (71,10 m)                                 |
| ehemaliger Haltepunkt / Haltestelle | 8,415                             | Wien Unter-Döbling (bis 11. Juli 1932)                          | Wien Unter-Döbling (bis 11. Juli 1932)                          |
| Kreuzung mit U-Bahn geradeaus oben |                                   | Heiligenstädter Straße (22,76 m)                                | Heiligenstädter Straße (22,76 m)                                |
| Kreuzung geradeaus oben |                                   | Franz-Josefs-Bahn                                               | Franz-Josefs-Bahn                                               |
| Brücke |                                   | Gunoldstraße                                                    | Gunoldstraße                                                    |
| Abzweig geradeaus und ehemals von rechts |                                   | von Meidling-Hauptstraße                                        | von Meidling-Hauptstraße                                        |
| Abzweig geradeaus und ehemals von rechts |                                   | vom Hauptzollamt                                                | vom Hauptzollamt                                                |
| Abzweig geradeaus und von links |                                   | von Wien Franz-Josefs-Bahnhof                                   | von Wien Franz-Josefs-Bahnhof                                   |
| Bahnhof | 9,584                             | Wien Heiligenstadt                                              | Wien Heiligenstadt                                              |
| Abzweig geradeaus und nach links |                                   | nach České Velenice                                             | nach České Velenice                                             |
| Brücke |                                   | Mooslackengasse                                                 | Mooslackengasse                                                 |
| Brücke |                                   | Grinzinger Straße                                               | Grinzinger Straße                                               |
| Brücke über Wasserlauf |                                   | Vorortelinie-Donaukanalbrücke (62,55 m) über den Donaukanal     | Vorortelinie-Donaukanalbrücke (62,55 m) über den Donaukanal     |
| ehemaliger Haltepunkt / Haltestelle | 10,90                             | Brigittenau Vorortebahnhof                                      | Brigittenau Vorortebahnhof                                      |
| Abzweig geradeaus und von links | 11,352                            | von Wien Nussdorf                                               | von Wien Nussdorf                                               |
| Dienststation / Betriebs- oder Güterbahnhof | 11,612                            | Wien Brigittenau (ehemals Brigittenau-Floridsdorf)              | Wien Brigittenau (ehemals Brigittenau-Floridsdorf)              |
| |                                   | zur Winterhafenbrücke                                           |                                                                 |

Die Vorortelinie ist eine Hauptbahn in Wien und führt vom Bahnhof Wien Hütteldorf an der Westbahn über den Bahnhof Wien Heiligenstadt an der Franz-Josefs-Bahn bis zum Verschiebebahnhof Brigittenau, wo sie in die Donauuferbahn einmündet. Die Strecke befindet sich im Besitz der ÖBB-Infrastruktur AG und wird fast ausschließlich von den Österreichischen Bundesbahnen (ÖBB) benutzt. Im Schienenpersonennahverkehr wird sie seit 1987 auf der gesamten Länge von der Linie S45 der S-Bahn Wien bedient, die seit 1996 zusätzlich auf einem Stück der Donauuferbahn bis Wien Handelskai verkehrt. Im Jahr 2017 erhielt die S45 die Kennfarbe hellgrün zugeteilt, wobei auch die Stationen der Vorortelinie durch Elemente in dieser Farbe ergänzt wurden. Die S45 wird seitens der ÖBB ebenfalls als Vorortelinie kommuniziert.
Die Vorortelinie war ursprünglich Teil der vom Architekten Otto Wagner gestalteten Wiener Dampfstadtbahn. Ein Teil der heute denkmalgeschützten Strecke verläuft dabei ebenfalls auf den ansonsten vor allem vom Gürtel bekannten Stadtbahnbögen. Eine selten verwendete Alternativbezeichnung ist Vorortestrecke.

## Geschichte

### Vorgeschichte
Mit dem ab 1870 erfolgten Bau der Nordwestbahn sowie deren Wiener Kopfbahnhof wurde eine Verbindung Nordwestbahn – Westbahn – Verbindungsbahn ausführungsreif. Dieses Projekt sollte nach Fertigstellung eine über den Westen Wiens führende Spange zwischen Nordwest-, West- sowie Südbahnhof bilden. 1880 forderte der Abgeordnete Wilhelm Exner, der die an der späteren Strecke liegenden Gemeinden im Parlament vertrat, den Bau der Strecke.
In den frühen Stadtbahnplanungen war die Vorortelinie noch nicht enthalten. Dies änderte sich im Zuge der 1890 beschlossenen großen Stadterweiterung nach Westen und Süden, als die heutigen Bezirke 11 bis 19 zum 1. Jänner 1892 eingemeindet wurden. Sie sollten nun beim Stadtbahnbau von Beginn an berücksichtigt werden. So ergänzten die Planer das Projekt kurz vor Baubeginn um die sogenannte Vorortelinie, auch wenn die namensgebenden Vororte jetzt ebenfalls alle direkt zur Stadt gehörten. Am 28. November 1892 beschloss die für die Stadtbahn verantwortliche Commission für Verkehrsanlagen in Wien, den Stadtbahnbau mit der Vorortelinie in Heiligenstadt zu beginnen. In der ursprünglichen Planung des Jahres 1892 waren die zehn Betriebsstellen Penzing, Baumgarten, Ottakring, Schottenhof, Hernals, Weinhaus, Hohenwarth, Krottenbachstraße, Unterdöbling und Heiligenstadt vorgesehen.

### Bau

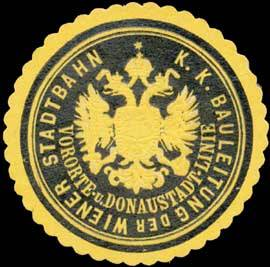
Siegelmarke der k.k. Bauleitung für die Vorortelinie und die – letztlich nicht realisierte – Donaustadtlinie

Barbara-Kapelle an der Krottenbachstraße, 1945 zerstört

Im Zuge der Detailplanungen erwies sich die Vorortelinie, die stellenweise den Charakter einer Gebirgsbahn aufweist und vier Tunnels erforderte, als der schwierigste Abschnitt des Stadtbahnnetzes, weshalb ihr Bau etwas zurückgestellt wurde. Vor allem erwiesen sich in den Einschnitten die in den Tegel eingeschalteten feinen Sande als Schwimmsande und auch beim Großen Türkenschanztunnel bereitete der Gebirgsdruck beim Vortrieb in den ungenügend entwässerten sarmatischen Sanden große Schwierigkeiten. Nachdem schon am 1. August 1892 k.k. Oberbaurat Albert Gatnar zum Bauleiter der Vorortelinie bestellt worden war, begann ihr Bau letztlich erst im Dezember 1893, als die Unterbauarbeiten für den Abschnitt Heiligenstadt–Gersthof in Auftrag gegeben und noch im gleichen Monat begonnen wurden. Ende des Jahres 1894 war dann auch der Abschnitt Heiligenstadt–Hernals schon im Bau. Der Durchschlag des Großen Türkenschanztunnels erfolgte schließlich im Sommer 1895. Für den Tunnelbau auf der Vorortelinie kamen eigens Bergmänner aus Italien nach Wien.
Für das gute Gelingen der drei bergmännisch aufgefahrenen Tunnel stiftete der damalige Stadtbaumeister Peter Kraus, der diesen Abschnitt zugeteilt erhalten hatte, 1898 in der Krottenbachstraße, Achse zur Flotowgasse nahe dem nördlichen Portal des Großen Türkenschanztunnels, eine Kapelle zu Ehren der Heiligen Barbara, der Schutzpatronin der Bergleute. Ihre Frontseite war in Form eines Tunnelportals gestaltet, über dessen Schlussstein die Barbara-Statue platziert war; die Architektur des Bauwerks entsprach nicht dem Otto-Wagner-Stil. Die Wandmalereien im Inneren stellten den Besuch von Kaiser Franz Joseph I. beim Tunnelbau dar. Sie blieben nach der Beschädigung der Kapelle durch Fliegerbomben zum Ende des Zweiten Weltkriegs noch erhalten, dennoch wurde die Kapelle bald darauf abgerissen. Der vierte Tunnel der Strecke, der kurze Unterdöblinger Tunnel, wurde hingegen in offener Bauweise hergestellt.
Ursprünglich sollte die Vorortelinie in Wien Penzing einen Anschluss in Richtung Innere Stadt erhalten. Infolge einer Umplanung des Netzes musste dann jedoch zwischen Penzing und Hütteldorf-Hacking, parallel zur bestehenden Westbahn, auf 3,293 Kilometer Länge ein zusätzliches Gleis für die Stadtbahn gelegt werden, das sogenannte Vorortegleis. Somit übernahm der Bahnhof Hütteldorf-Hacking die – eigentlich für den Bahnhof Penzing vorgesehene – Knotenfunktion im westlichen Stadtgebiet. Dieses zusätzliche Gleis, welches die Kilometrierung der Westbahn übernahm und seinen Nullkilometer im Wiener Westbahnhof hat, gehörte allerdings nicht der Commission für Verkehrsanlagen in Wien, sondern der Staatsbahn. Deshalb war die Verlängerung nach Hütteldorf-Hacking auch nicht Teil des engeren Stadtbahnnetzes.

### Eröffnung

Die Haltestelle Breitensee kurz nach ihrer Eröffnung, anfangs nur mit einem Gleis und unvollständigem Aufnahmsgebäude; Blick zum Südportal des Breitenseer Tunnels

Im Feber 1898 konnte die Vorortelinie bereits mit Materialzügen befahren werden, bevor sie am 11. Mai 1898 zwischen Penzing und Heiligenstadt, als erstes Teilstück der Stadtbahn überhaupt, offiziell in Betrieb ging. Am 1. Juni 1898 wurde sie dann in die Brigittenau erweitert. Ursprünglich war die gesamte Strecke eingleisig, wenngleich das Planum für das zweite Gleis schon beim Bau Berücksichtigung fand. Allerdings fehlten noch die Brückentragwerke und Aufnahmsgebäude für das zweite Gleis.
Die Vorortelinie war lange Jahre für den Güterverkehr bedeutender als für den Personenverkehr. Da man Betriebsansiedlungen entlang der Trasse erwartete, wiesen die Zwischenstationen Gersthof, Hernals und Ottakring von Beginn an entsprechende Güterverkehrsanlagen auf, weshalb sie als Bahnhöfe und nicht als Haltestellen klassifiziert waren. Dadurch konnte das Wilhelminenspital mit Kohle versorgt werden, weitere Gleisanschlüsse führten zu den Unternehmen Julius Meinl, Warchalowski, Österreichische Tabakregie und Manner, wobei letzterer die Straßenbahngleise der Linie 48 in der Sandleitengasse kreuzte.
Die für die Planer überraschend hohe Zugfrequenz verursachte von Anbeginn betriebliche Schwierigkeiten. Es mussten sehr bald mehr Züge geführt werden, als der eingleisige Betrieb – mit Ausweichmöglichkeiten für Güterzüge mit einer Länge von bis zu 70 Achsen – ohne Probleme zuließ. Am 24. Oktober 1898 fiel der Beschluss zum Ausbau zwischen Penzing und Heiligenstadt, das zweite Gleis wurde am 27. Juli 1899 dem Verkehr übergeben. Zuvor ging am 30. Juni 1899 ein zusätzliches Gleis zwischen Penzing und Hütteldorf-Hacking in Betrieb. Damit stehen im betreffenden Abschnitt, inklusive der Westbahn, vier Gleise zur Verfügung.

### Unfall vom 6. Jänner 1899

Der Stadtbahnunfall vom 6. Jänner 1899

Wenige Monate nach Eröffnung ereignete sich auf der Vorortelinie ein schwerer Unfall, als am 6. Jänner 1899 morgens um 4:00 Uhr die Lokomotive 30.17 kurz nach der Ausfahrt aus dem Bahnhof Heiligenstadt versehentlich auf ein Stumpfgleis geleitet wurde. Anschließend überfuhr der aus 85 leeren Güterwagen gebildete Zug von Tulln nach Hütteldorf-Hacking den Prellbock und stürzte auf die dort sechs bis sieben Meter tiefer verlaufende Gunoldstraße. Dabei erlitt der Lokomotivführer schwere und der Heizer leichte Verletzungen. Exakt diese Unfallsituation an gleicher Stelle wiederholte sich am 20. Feber 1928, wobei wiederum keine Todesopfer zu beklagen waren.

### Geringe Fahrgastfrequenz und Versuche mit Dampftriebwagen
Die Züge der Dampfstadtbahn waren mit Ausnahme kurzer Spitzenzeiten nur mäßig ausgelastet, insbesondere die nur durch sehr locker verbautes Gebiet führende Vorortelinie war dabei besonders schwach nachgefragt. 1904 berichtete der damalige Stadtbuchhalter Wilbheim, dass ihre Züge im Winter zwischen 8:30 und 11:30 Uhr sowie nach 20:00 Uhr durchschnittlich nur mit fünf bis sechs, höchstens mit 20 bis 30 Fahrgästen besetzt waren. Die Zugskosten betrugen 40 Kronen je Kilometer, denen auf der Vorortelinie oft nur fünf bis sechs Kronen an Einnahmen gegenüberstanden. Dies führte zu einem jährlichen Abgang von 140.000 Kronen. Schon ab 1902 mussten daher die Stadt Wien und das Land Niederösterreich anteilsmäßig zur Abdeckung des Defizits beitragen.
Daraufhin prüfte die Staatsbahn zeitweilig, ob auf der Vorortelinie aufgrund der geringen Fahrgastzahlen und der kurzen Züge – statt der leistungsstarken aber unwirtschaftlichen Stadtbahnlokomotiven der Reihe 30 – auch zweiachsige Dampftriebwagen oder sogenannte Leichtlokomotiven ausreichend wären. So absolvierte in den Monaten August bis Oktober 1906 der Dampftriebwagen 1.1 der Maschinenfabrik Komarek zusammen mit zwei weiteren der Hersteller De Dion-Bouton und Turgan, Foy et Cie, einem weiteren der Bauart Stoltz sowie zwei Lokomotiven der Reihen 85 und 86, Leistungs- und Wirtschaftlichkeitsversuchsfahrten auf der Strecke. Hierbei hatten die Dampftriebwagen einen und die Lokomotiven zwei Stadtbahnwagen zusätzlich zu ziehen.

### Nach dem Ersten Weltkrieg
Im Gegensatz zum übrigen Netz der Dampfstadtbahn blieb die Vorortelinie auch während und nach dem Ersten Weltkrieg fast durchgehend in Betrieb, wenn auch zeitweise stark ausgedünnt. Während 1917/1918 in beiden Richtungen noch 50 Züge fuhren, waren es 1919 nur noch 22 Züge. Erst 1920 erhöhte sich die Frequenz wieder auf 42 Züge, 1921 fuhren dann sogar schon 54 Züge täglich.
Im Gegensatz zu den anderen Strecken des sogenannten engeren Netzes der Wiener Dampfstadtbahn, die die Gemeinde Wien ab 1925 als Wiener Elektrische Stadtbahn betrieb, wurde die Vorortelinie damals nicht mitübernommen. Sie verblieb im Besitz der Commission für Verkehrsanlagen in Wien und wurde weiterhin primär für den Güterverkehr genutzt. Am 11. Juli 1932 endete aufgrund der wirtschaftlichen Rezession der reguläre Personenverkehr, bevor die Strecke zum 1. Juli 1934 in Folge der Auflösung der Commission für Verkehrsanlagen in Wien vollständig zur Staatsbahn kam. Diese bediente die Strecke im Personenverkehr fortan nur noch sporadisch in Form der sogenannten Bäderzüge, diese Personenzüge verkehrten zwischen Juni und September von Hütteldorf-Hacking über Heiligenstadt zum Praterspitz an der Donauuferbahn. Sie waren darüber hinaus auch für das 1927 eröffnete Hohe Warte-Bad sowie das 1928 eröffnete Kongressbad von Bedeutung. Die Haltestellen Ober-Döbling und Unter-Döbling wurden von diesen Zügen nicht mehr bedient. Vor dem Zweiten Weltkrieg verkehrten die Bäderzüge letztmals am 27. August 1939, nachdem schon 1936 mit der teilweisen Abtragung des zweiten Gleises begonnen wurde.

### Nach dem Zweiten Weltkrieg

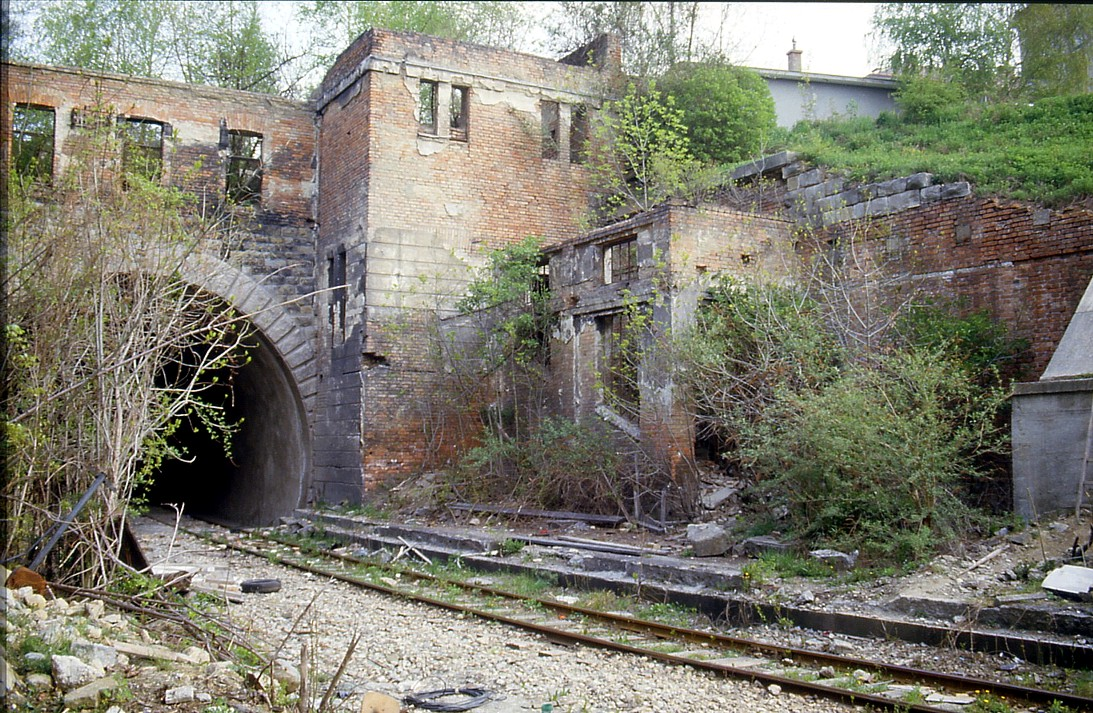
Die abgebrannte Haltestelle Breitensee im Jahr 1984, das zweite Streckengleis fehlt; Blick zum Südportal des Breitenseer Tunnels

Im Gegensatz zur elektrischen Stadtbahn überstand die abseits der wichtigen Bombenziele gelegene Vorortelinie den Zweiten Weltkrieg weitgehend unbeschadet. Nachdem die Erhaltungsmängel an den Bahnhöfen und der Haltestelle Breitensee behoben waren, konnten ab dem 2. Juli 1950 an Samstagen, Sonn- und Feiertagen mit günstigem Badewetter wieder Bäderzüge von Penzing nach Kritzendorf und St. Andrä-Wördern an der Franz-Josefs-Bahn fahren. Ab dem 15. Juli gleichen Jahres begannen und endeten diese dann schon in Hütteldorf-Hacking. Die Haltestellen Ober-Döbling und Unter-Döbling bestanden damals noch, ihre Reaktivierung im Bäderverkehr wurde aber erst für einen späteren Zeitpunkt vorgesehen. Schon im Sommer 1951 mussten die gut ausgelasteten Bäderzüge wegen Kohlemangels aber überraschend wieder eingestellt werden. Die Bäderzüge waren unter anderem mit den Dampflokomotiven der Reihen 35, 52, 57, 77 und 93 bespannt. Darüber hinaus verkehrte vom 10. Februar 1952 bis Mai 1953 auch der „Mozart“ über die Vorortelinie, ein ab Franz-Josefs-Bahnhof verkehrender Militär-Schnellzug der US-Besatzungstruppen von und nach München bzw. Salzburg mit Fahrtrichtungswechsel in Heiligenstadt.
In den folgenden Jahren diente die Strecke nur noch dem Umleitungs- und dem durchgehenden Güterverkehr. Die Güterzüge wurden nach der Einstellung des Dampfbetriebes mit Diesellokomotiven der Reihen 2043, 2143, 2050 und 2067 bespannt. Die Aufnahmsgebäude und Bahnsteige verfielen, die Haltestelle Breitensee fiel einem Brand zum Opfer, die Gebäude in Ober-Döbling und Unter-Döbling wurden Mitte der 1950er Jahre abgetragen. Der damalige Volksmund bezeichnete die Strecke daher oft als Geisterbahn.
Als Ende der 1950er Jahre die Planung des Wiener Schnellbahnnetzes begann, war zunächst auch die Vorortelinie darin enthalten. Doch fiel sie bald darauf Einsparungsmaßnahmen zum Opfer. Als dann die Elektrifizierung der Bahnstrecken in der Region Wien begann, wurde sofort an die Elektrifizierung der Strecke gedacht. Da jedoch an einem Personenverkehr kein Interesse bestand, sollte sie – als letzte in Wien nur eingleisig – ausschließlich für den Güterverkehr hergerichtet werden. Der Erhaltungsaufwand bis zur Elektrifizierung wurde gedrosselt, sodass die gesamte Vorortelinie bald nur noch mit maximal 25 km/h befahrbar war. Zwecks Durchführung der Elektrifizierung wurde die Verbindung am 1. Juni 1975 für den durchgehenden Verkehr gesperrt, einzig die Bedienungsfahrt von Heiligenstadt nach Ottakring verblieb.
Wegen des Reichsbrückeneinsturzes in den frühen Morgenstunden des 1. August 1976 und der damit verbundenen Unterbrechung der Donauuferbahn musste die Sperre der Vorortelinie aber noch am gleichen Tag um 17:00 Uhr wieder aufgehoben werden. Trotzdem verschlechterte sich der Zustand der Infrastruktur zunehmend, dies führte am 29. Juni 1978 zu einem vorübergehenden Fahrverbot für personenbefördernde Züge. Auch der Durchgangsgüterverkehr endete wieder, am 1. Oktober 1978 wurden alle drei Bahnhöfe in Ladestellen umgewandelt.

### Reaktivierung des Personenverkehrs im Jahr 1987

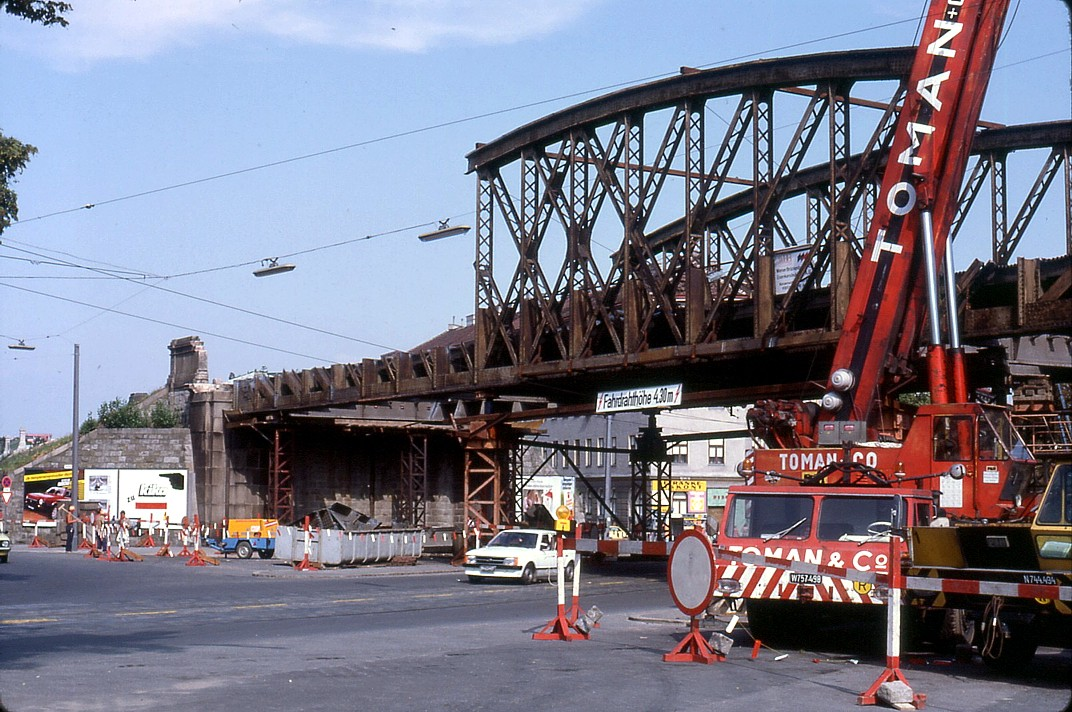
Zerlegung der alten Brücke über die Hernalser Hauptstraße, 14. Juli 1982

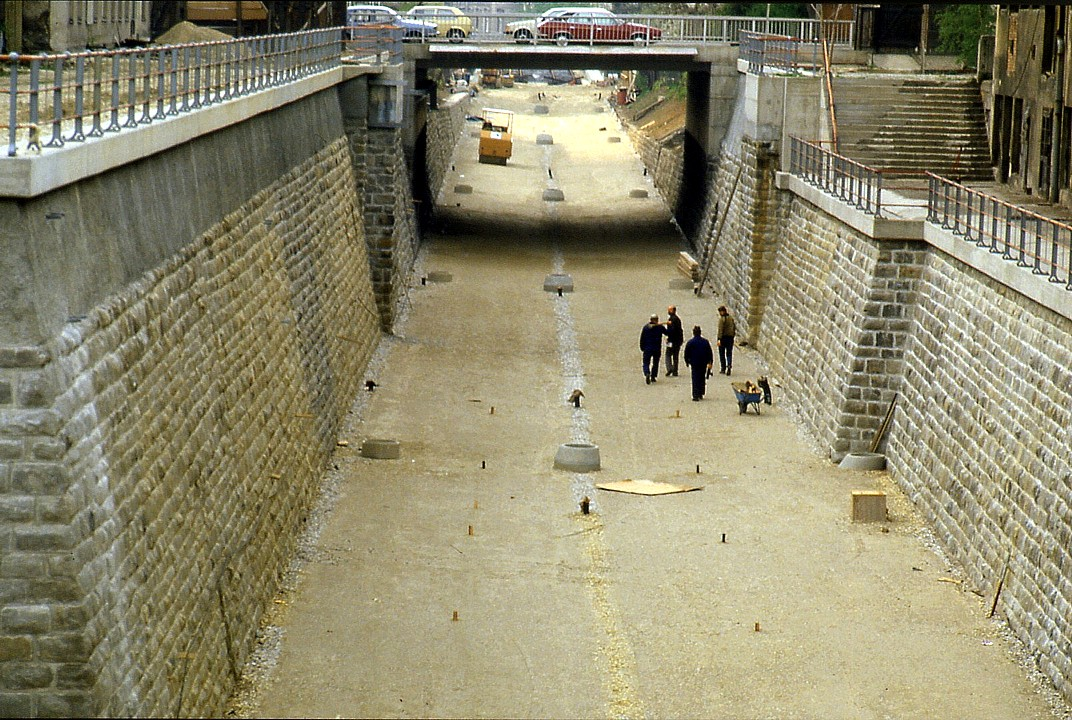
Totalsanierung zwischen Ottakring und Hernals, 1984

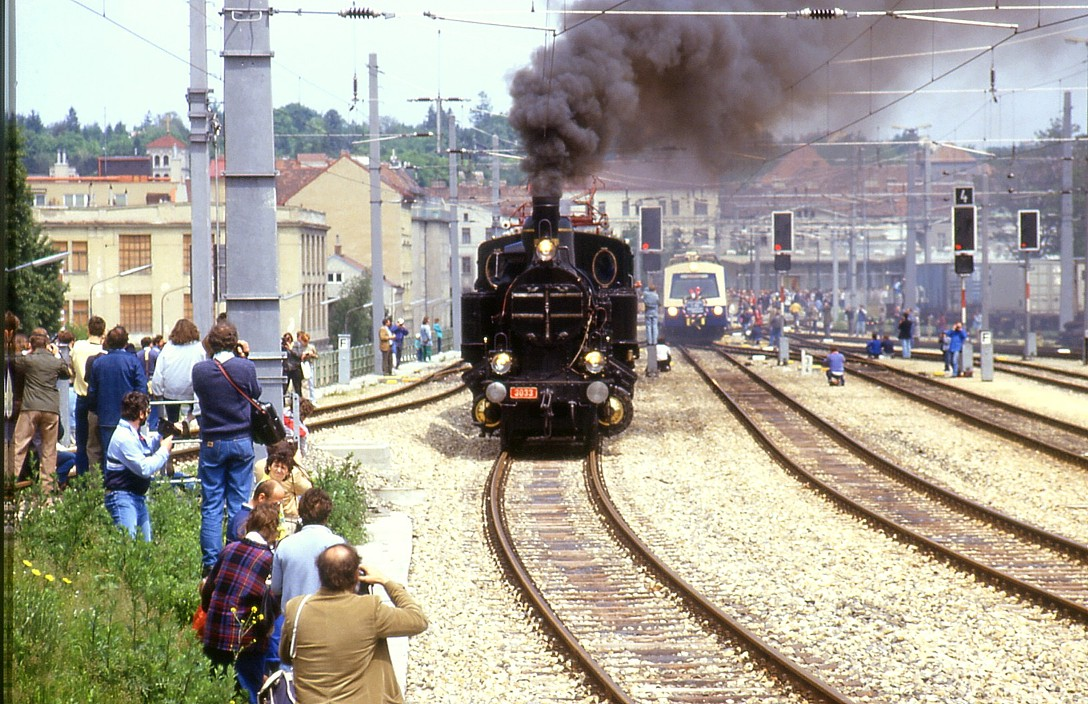
Eröffnungssonderzüge am 30. Mai 1987 im Bahnhof Hernals; Blickrichtung Norden (Gersthof)

Ende der 1970er Jahre erwies es sich als Vorteil, dass auf der Strecke noch keine Arbeiten begonnen hatten. Denn infolge der 1976 ausgelobten Nahverkehrsmilliarde des Bundes, eines großen Subventionsprogramms zur Stärkung des öffentlichen Nahverkehrs, wurde nun plötzlich wieder über eine Reaktivierung des Personenverkehrs gesprochen. Am 30. April 1979 beschlossen die Stadt Wien, die Österreichischen Bundesbahnen und der Bund die Integration der Vorortelinie in das Schnellbahnnetz; dies erfolgte nicht zuletzt im Hinblick auf die 1984 erfolgte Einrichtung des Verkehrsverbunds Ost-Region (VOR). Sie wurde hiezu renoviert, elektrifiziert, wieder zweigleisig hergerichtet und, um die Lärmbelästigung für die Anrainer gering zu halten, auf den Hochbahn-Abschnitten teilweise mit Lärmschutzwänden nachgerüstet.
Die Bauarbeiten begannen im Mai 1979, sodass bereits am 30. Juli 1979 der Abschnitt Gersthof–Heiligenstadt vorübergehend außer Betrieb ging. Die Ladestellen und Anschlussbahnen wurden vorübergehend nur von Penzing aus bedient. Die Bauarbeiten selbst begannen in Heiligenstadt und wurden in Richtung Penzing fortgeführt, sodass immer ein Teil der Strecke zur Bedienung der Unternehmen befahrbar blieb. Aufwändigste Baumaßnahme war dabei der Neubau der Brücke über die Hernalser Hauptstraße. Am 20. Dezember 1982 konnte zwischen Ottakring und Heiligenstadt die neue Gleislage schon so weit befahren werden, dass ab diesem Zeitpunkt die Streckenbedienung von Heiligenstadt aus möglich war und der letzte Abschnitt von Penzing aus saniert werden konnte.
1984 wurde beschlossen, die Züge auf der Vorortelinie wie ursprünglich bis Hütteldorf zu führen. Am 31. Oktober 1985 ging das neue, zentrale Spurplandrucktastenstellwerk in Hernals in Betrieb, welches von Heiligenstadt aus ferngesteuert wird. Gleichzeitig wurde zwischen der Abzweigung Türkenschanzpark und Hernals der zweigleisige Betrieb mit Gleiswechselbetrieb und Linksfahren aufgenommen. Am 7. August 1986 folgte der Abschnitt Penzing–Hernals, jedoch nur provisorisch. Mit diesem Datum wurde wegen der günstigeren Umsteigemöglichkeit in Penzing das Rechtsfahren eingeführt. Mit der endgültigen Fertigstellung des Abschnitts Penzing–Hernals und der endgültigen Aufnahme des Gleiswechselbetriebs am 8. April 1987 sowie der Fertigstellung der Strecke Heiligenstadt–Abzweigung Türkenschanzpark und Aufnahme des Gleiswechselbetriebs in diesem Abschnitt am 15. Mai 1987 besteht auf der gesamten Vorortelinie Gleiswechselbetrieb, wobei das rechte Gleis das Regelgleis ist.
Zum Sommerfahrplanwechsel am 31. Mai 1987 nahm die neue S45 zunächst mit Triebzügen der Reihe 4020, die mittlerweile weitgehend von der Reihe 4024 abgelöst wurden, ihren Betrieb im 15-Minuten-Takt auf. Die Liniennummer entstand auf Vorschlag der damaligen ÖBB-Abteilung ÖM, da sie die S40 auf der Franz-Josefs-Bahn und die S50 auf der Westbahn verbindet. Die Stationen Ober-Döbling und Breitensee sowie die ursprünglich nicht vorhandene Haltestelle Krottenbachstraße wurden bis 1987 neu errichtet, während Unter-Döbling dauerhaft aufgelassen blieb.

### Entwicklung von 1987 bis heute

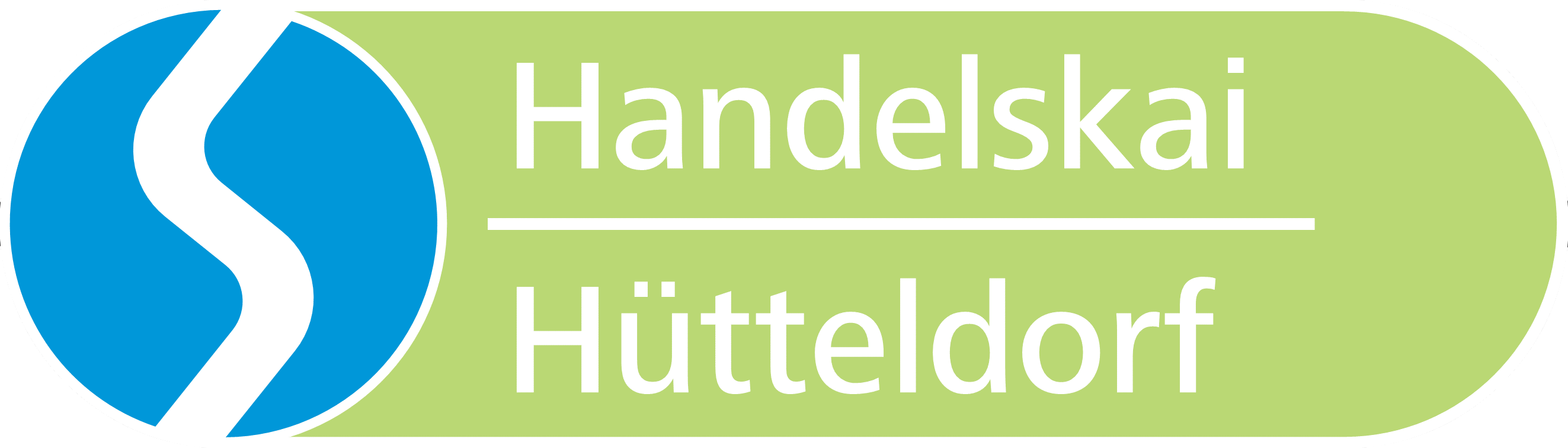
Logo der S45

Seit der Verlängerung der S45 zur neu errichteten S- und U-Bahn-Station Wien Handelskai im Mai 1996 und der Eröffnung der nordwestlichen Endstation der U-Bahn-Linie U3 direkt neben dem Bahnhof Ottakring im Dezember 1998 wurde aus der ursprünglich nur mäßig frequentierten Vorortelinie eine wichtige Verkehrsader mit steigenden Fahrgastzahlen. Bereits 2006 wurden täglich 13.000 Fahrgäste gezählt. Diese Tendenz hielt an, sodass im Dezember 2007 eine Verdichtung auf einen Zehn-Minuten-Takt in den Hauptverkehrszeiten erfolgte. 2011 nutzten bereits mehr als 30.000 Fahrgäste täglich die S45, sodass im Dezember 2012 der Zehn-Minuten-Takt montags bis freitags auch tagsüber eingeführt wurde, der im Dezember 2022 auf Wochenenden und Feiertage ausgeweitet wurde. Seit dem 15. Dezember 2019 wird ein durchgehender Nachtverkehr im 30-Minuten-Takt in den Nächten vor Samstagen, Sonn- und Feiertagen angeboten.

### Zukunft: Teil eines möglichen S-Bahn-Rings
Zumindest seit 2003 ist die weitere Verlängerung der S45 entlang der Donau, unter der Reichsbrücke durch und die Stationen Donauuferbahnhof und Donaukaibahnhof bedienend, bis zur Haltestelle Wien Praterkai geplant. Zu einer noch in den 1980er Jahren geplanten Verlängerung über den ehemaligen Bahnhof Praterspitz im Westen über die Verbindungsbahn Richtung Speising kam es nicht; Ideen, beide Strecken miteinander zu verknüpfen und einen S-Bahn-Ring Wien zu bilden, sind im Rahmen des Ausbaus der Verbindungsbahn wieder aktuell geworden. Eine 2024 veröffentlichte Studie empfiehlt jedoch, den Ring über zwei getrennte Linien zu realisieren. Dazu soll die Vorortelinie zwischen Hütteldorf und Penzing ausgebaut werden, was auch eine neue Station Baumgarten mit einschließt, und die S45 auf der Donauuferbahn zur Haltestelle Praterkai verlängert werden.

## Streckenbeschreibung

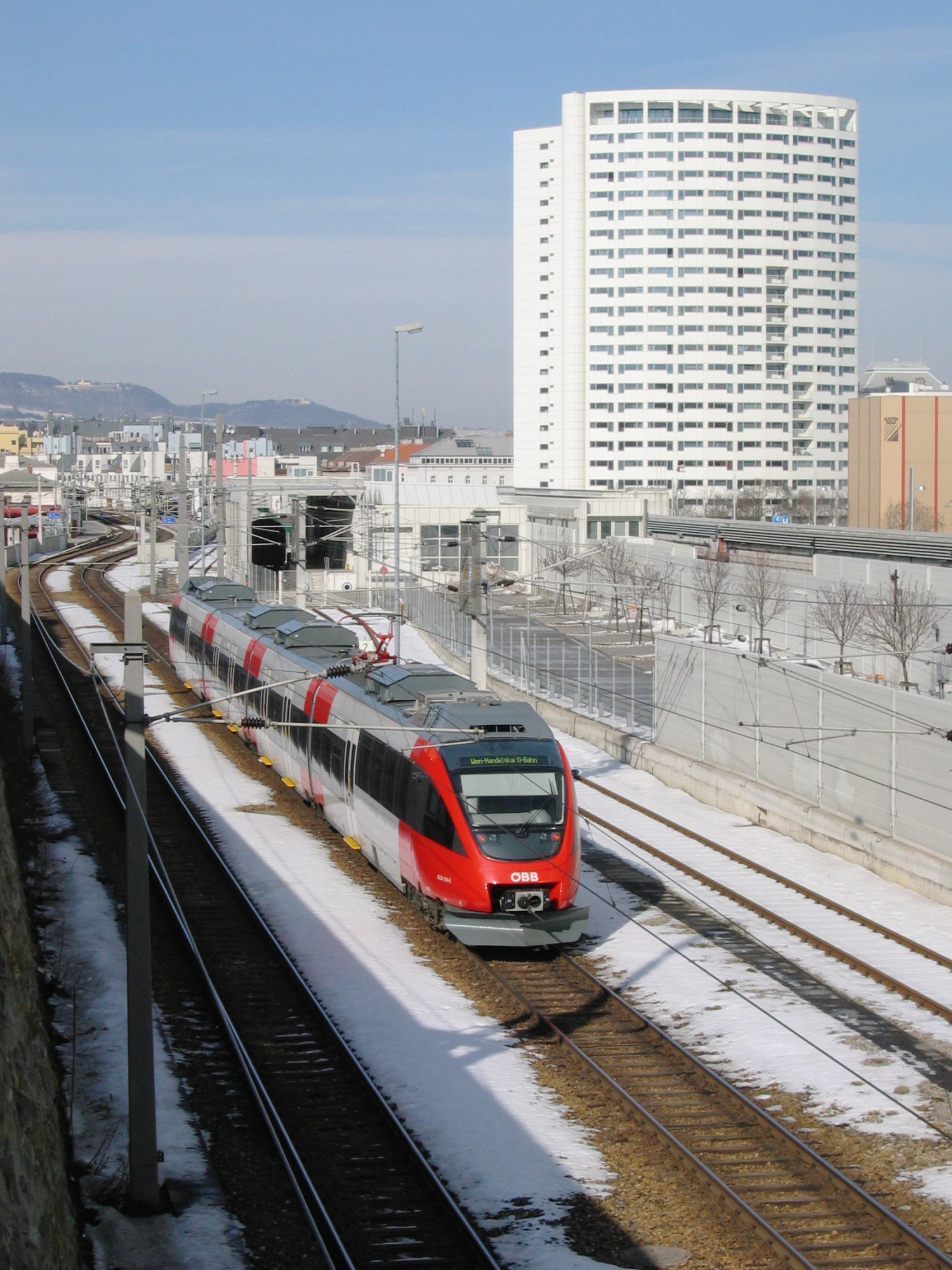
Ein Triebwagen der Reihe 4024 kurz vor dem Bahnhof Ottakring; Blickrichtung Norden, im Hintergrund Kahlenberg (links) und Leopoldsberg

### Trassierung, Bauliche Merkmale
Die Vorortelinie ist kreuzungsfrei trassiert und für eine Höchstgeschwindigkeit von 70 km/h sowie einen Achsdruck von 22,5 Tonnen ausgelegt. Sie muss mehrere Höhenrücken überwinden und wird daher zum Teil im Tunnel oder im Einschnitt und zum Teil als Hochbahn mit Gebirgsbahncharakter geführt. So quert sie beispielsweise in Tieflage den Türkenschanzpark (18. Bezirk) und führt in Hochlage neben dem Karl-Marx-Hof (19. Bezirk).
Wegen ihrer architektonischen Gestaltung wird die Vorortelinie seit ihrer Revitalisierung im Jahr 1987 auch als „Europas einzige Jugendstilbahn“ bezeichnet, so erschien damals beispielsweise auch ein Ersttagsbrief mit der Überschrift „Die Jugendstilbahn rollt an“. Tatsächlich ist sie von allen Eisenbahnbauten Otto Wagners aber am engsten dem Historismus verpflichtet und wurde im Stil der „freien Renaissance“ errichtet. Die heutigen Stationsgebäude Breitensee und Oberdöbling sind analog zu Krottenbachstraße 1987 fertiggestellte Neubauten, die von den Architekten Alois Machatschek und Wilfried Schermann entworfen wurden. Auch Teile der Hochbahn-Stationen, wie etwa die gesamte Ostfassade der Station Gersthof, waren in so desolatem Zustand, dass sie abgetragen und komplett neu aufgebaut werden mussten. Die Stationen Ottakring, Hernals und Gersthof sind heute weitgehend in der Originalarchitektur von Otto Wagner erhalten.
Acht Kilometer der Bahnstrecke sind mit Stütz- und Futtermauern versehen, um den hügeligen Ausläufern des Wienerwaldes gerecht zu werden. Hierzu mussten zwischen Hütteldorf-Hacking und Heiligenstadt insgesamt 29 Brücken und fünf Viadukte gebaut werden, welche die Bahnstrecke über andere Verkehrswege hinwegführen respektive diese überqueren.

### Streckenverlauf
Die Vorortelinie führt zunächst vom Bahnhof Wien Hütteldorf aus parallel zur Westbahn ostwärts bis zum Bahnhof Wien Penzing. Der Aufstieg nach Breitensee und Ottakring beginnt noch in der Station Penzing mit einer nordwärts führenden Linkskurve, um auf den vom Wienerwald herabziehenden Geländerücken zum Ottakringerbach zu gelangen. Breitensee selbst wird dabei im gleichnamigen Tunnel, der in den Bahnhof Wien Ottakring mündet, unterfahren. Die Senke des heute kanalisierten und eingehausten Ottakringer Baches wird an der Ottakringer Straße überbrückt und nun der Höhenrücken zum Tal der Als im Einschnitt passiert. Der Westkopf des Bahnhofs Wien Hernals liegt nahezu über der Hernalser Hauptstraße und damit über dem Talgrund der Als, der Richtung Senke des Währinger Baches über den nächsten Riedel zum Währingerbach, heute verläuft auf dem ehemaligen Bachbett die Gentzgasse, überbrückt wird. Nach der Station Gersthof an der Gentzgasse wird der Türkenschanzpark auf der Türkenschanze, deren Anhöhe nordwärts wiederum zum Krottenbachtal abfällt, bis kurz vor der Station Krottenbachstraße untertunnelt. Die Vorortelinie gelangt nach Unterquerung der Krottenbachstraße an den Gegenhang des Tals (Station Oberdöbling), und wendet sich nun an der nördlichen Talflanke ostwärts zum Abstieg Richtung Donaukanal. Nach Überquerung der Heiligenstädter Straße erreicht die Strecke mittels einer scharfen Linkskurve, jetzt in Nordostrichtung weiter fallend, den Bahnhof Wien Heiligenstadt.

## Galerie

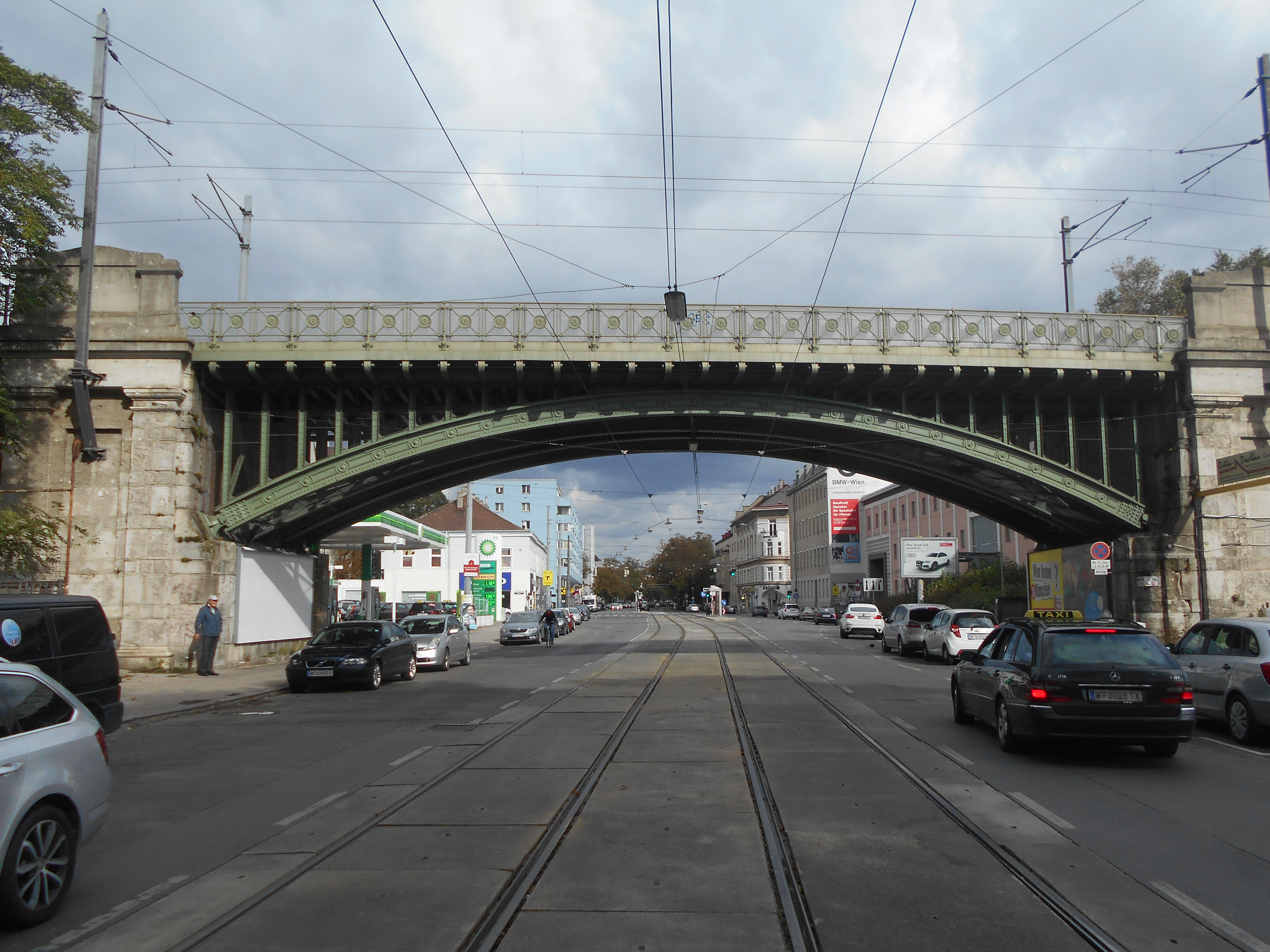
Brücke über die Heiligenstädter Straße, oben abgesichert mit dem typischen Stadtbahngeländer, Blickrichtung stadtauswärts (Norden)
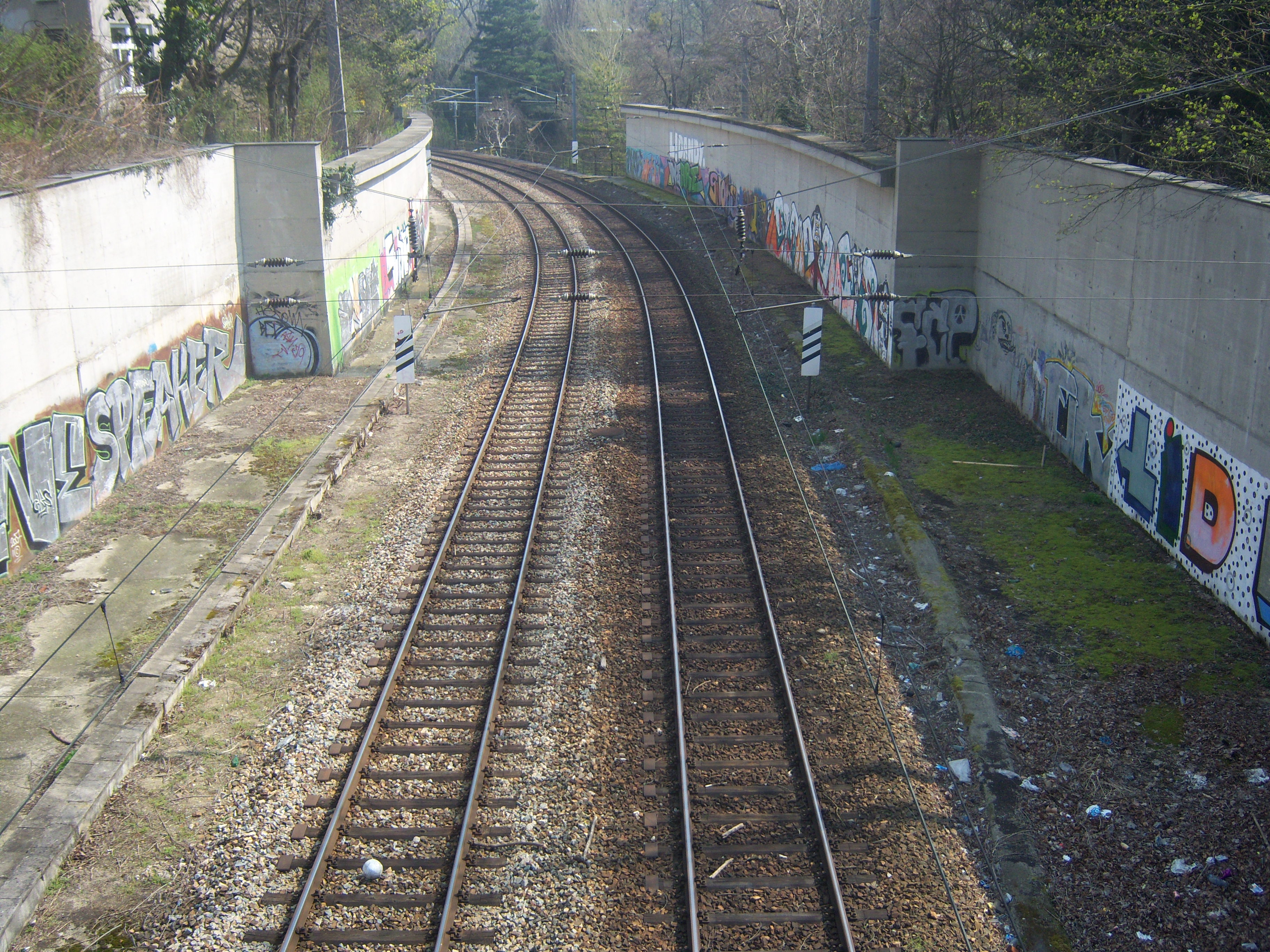
Ehemalige Station Unter-Döbling; Blickrichtung Osten bzw. Richtung Heiligenstadt
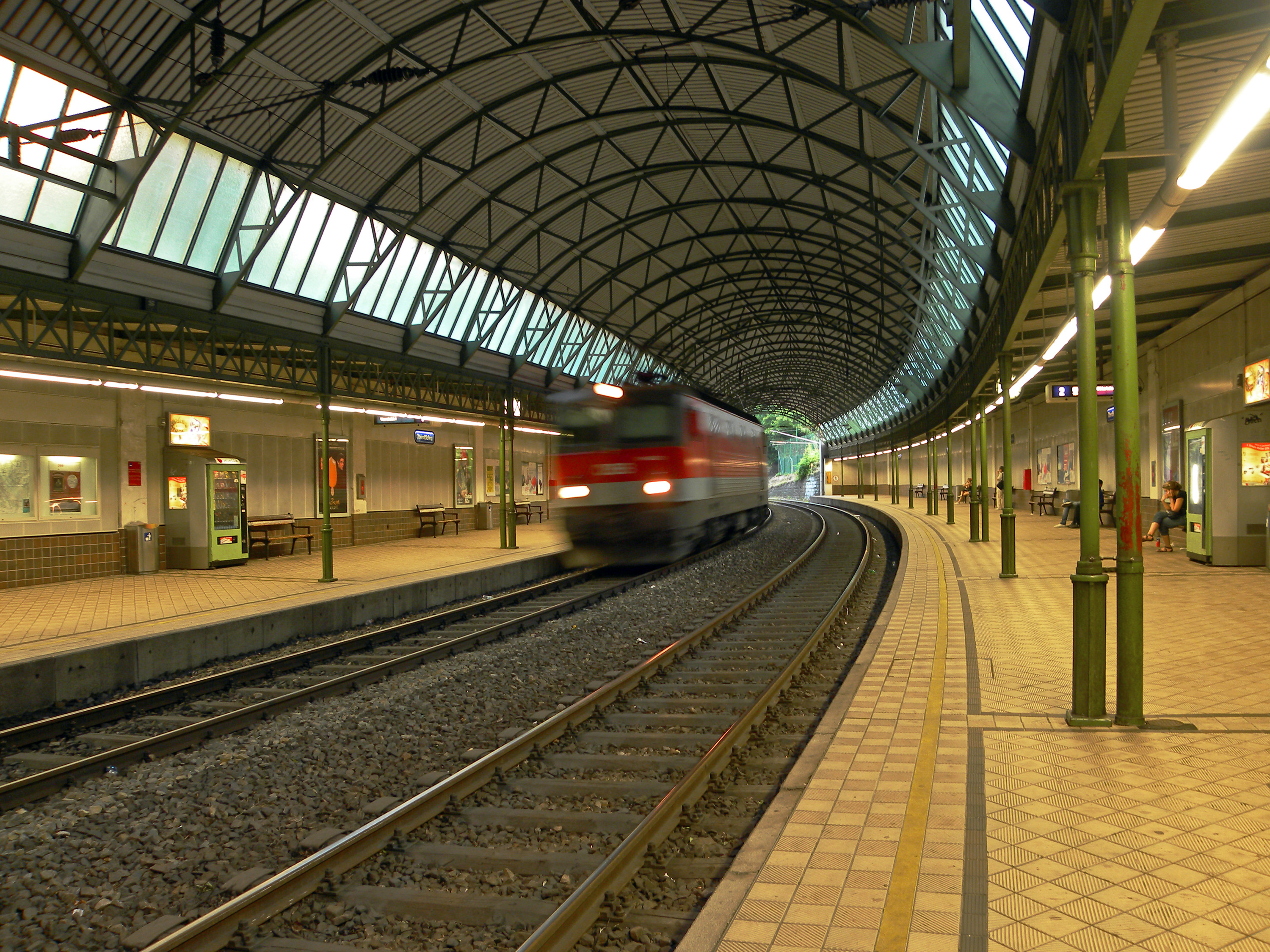
Haltestelle Oberdöbling; Blickrichtung Süden (Krottenbachstrasse)
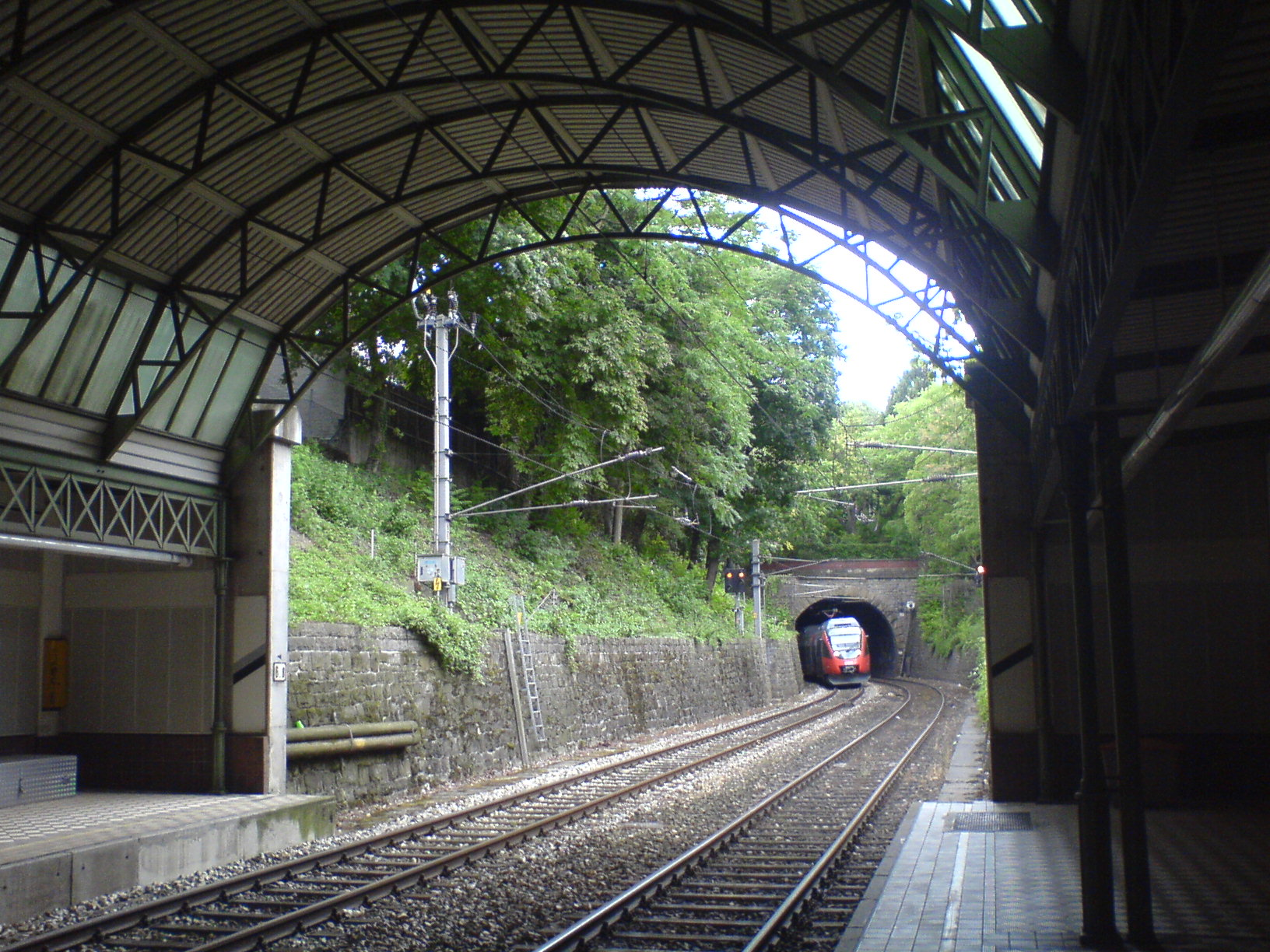
Portal des großen Türkenschanztunnels von der Haltestelle Krottenbachstrasse aus (Richtung Gersthof)
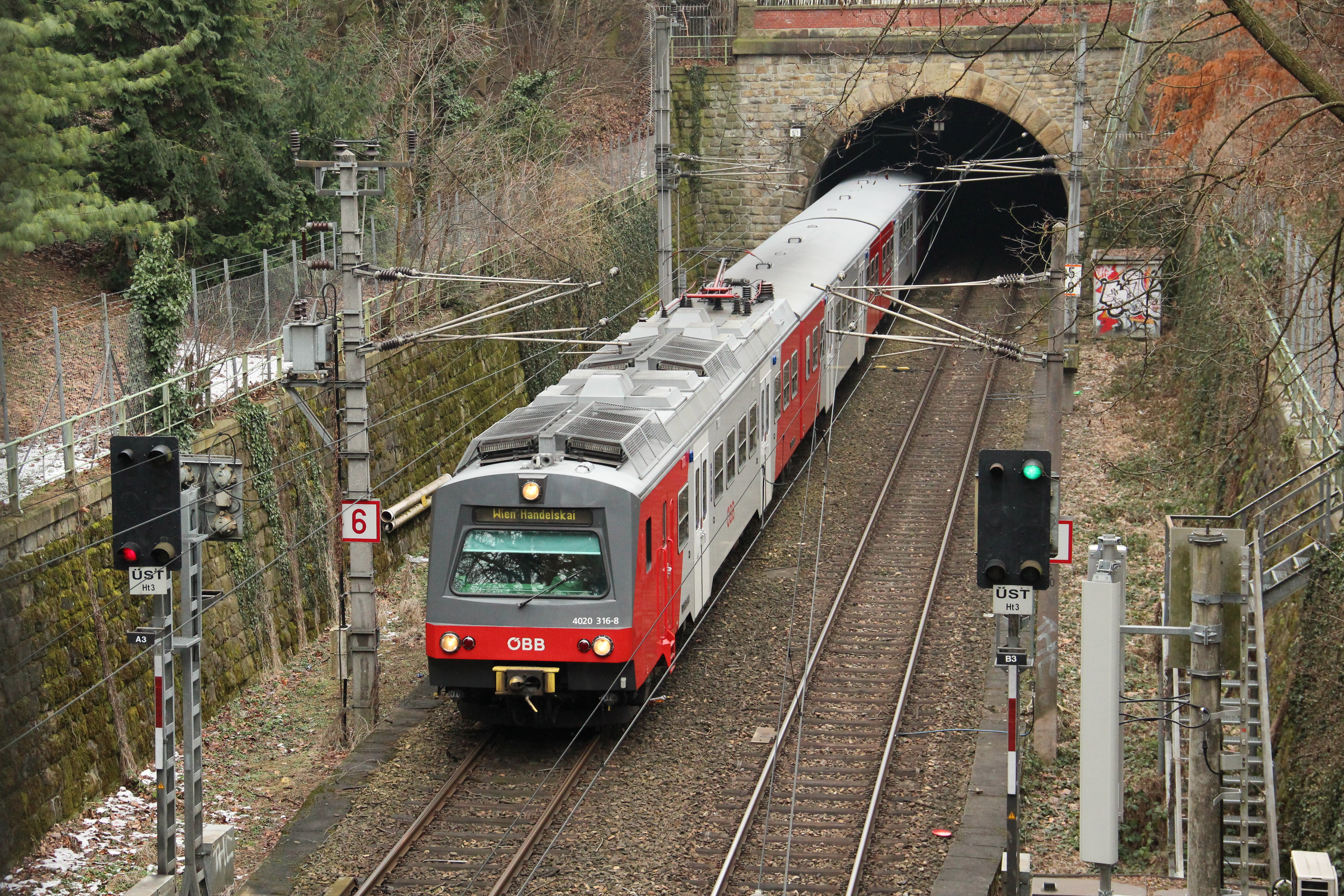
Im Türkenschanzpark zwischen Kleinem und Großem Türkenschanztunnel
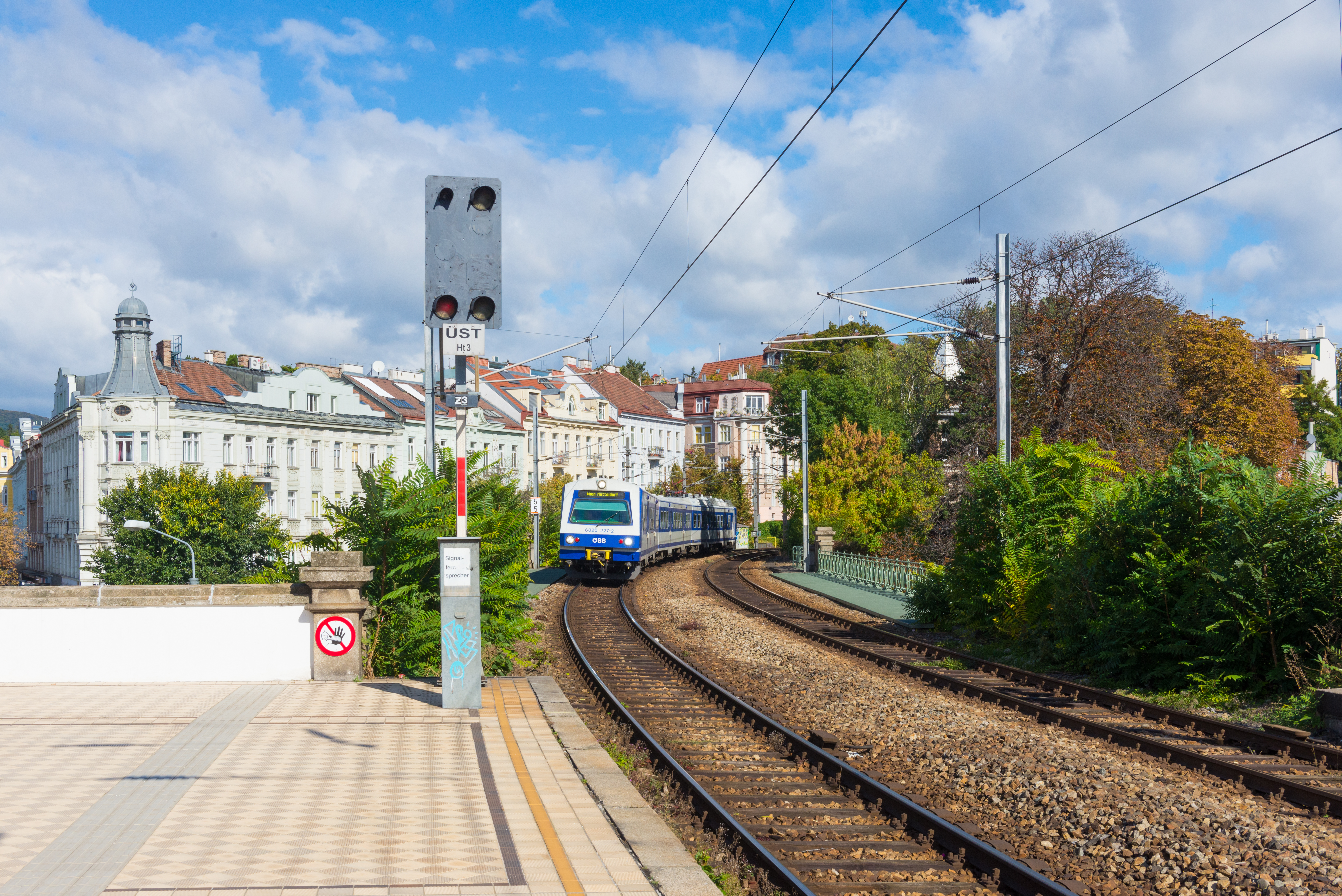
Trassierung nördlich der Station Gersthof; Blickrichtung Norden (Krottenbachstrasse), Zug auf der Brücke über die Gentzgasse
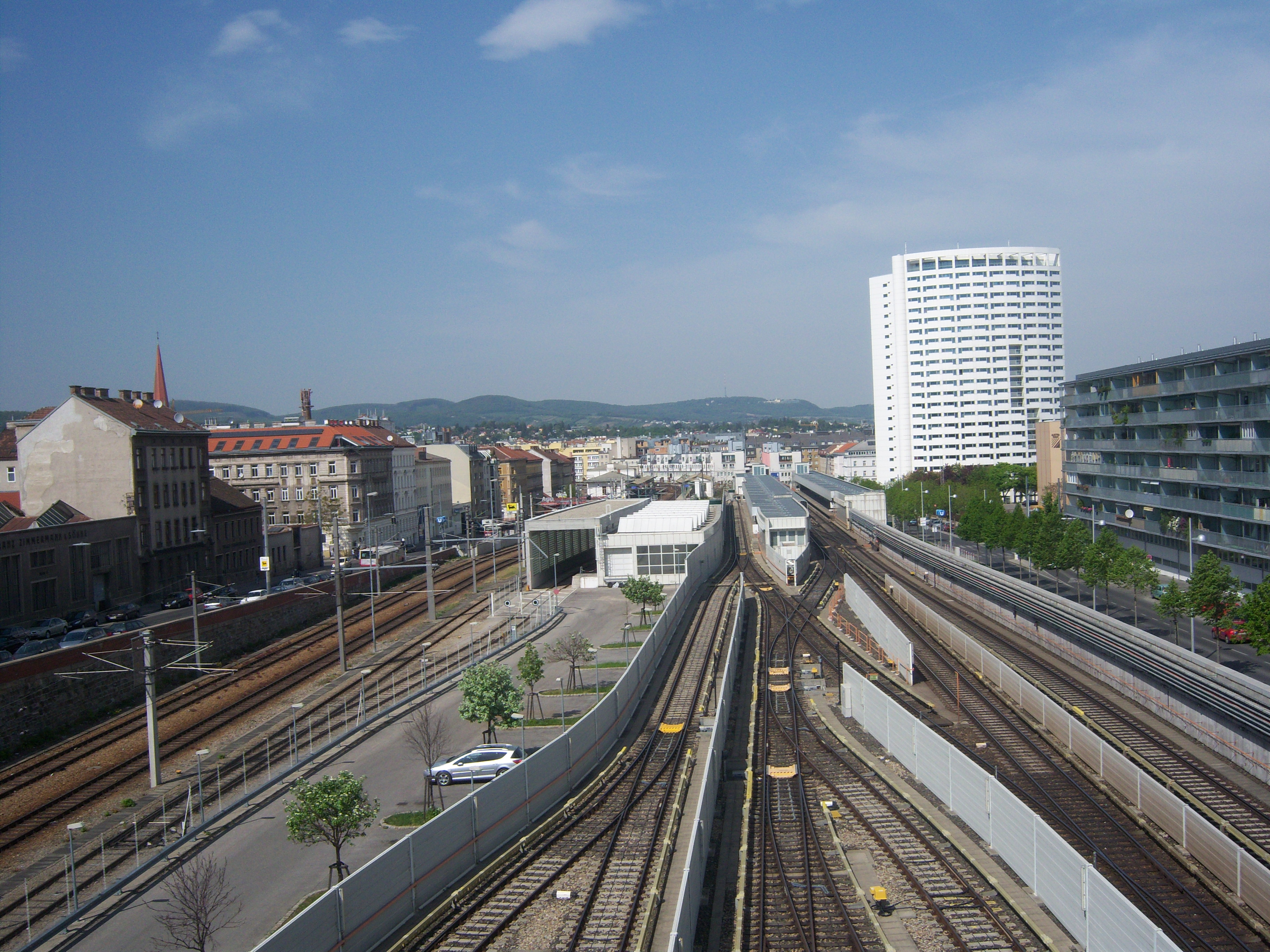
Blick auf den Bahnhof Ottakring; links Vorortelinie, rechts Anlagen der U3. Im Hintergrund ist der Kahlenberg erkennbar
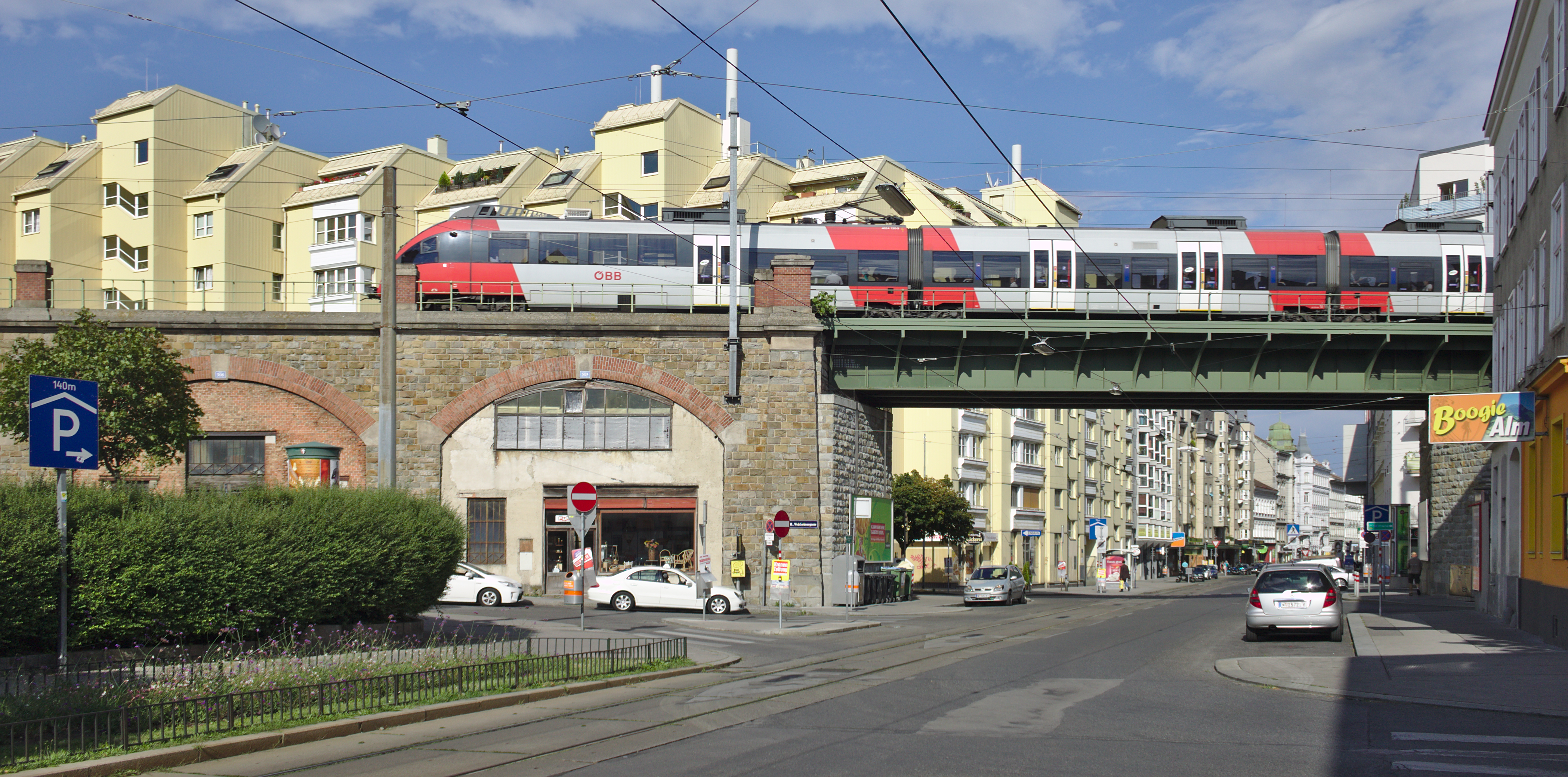
Brücke über die Ottakringer Straße mit den anschließenden Gewölben Nr. 306 und 307; Blickrichtung stadteinwärts (Osten)
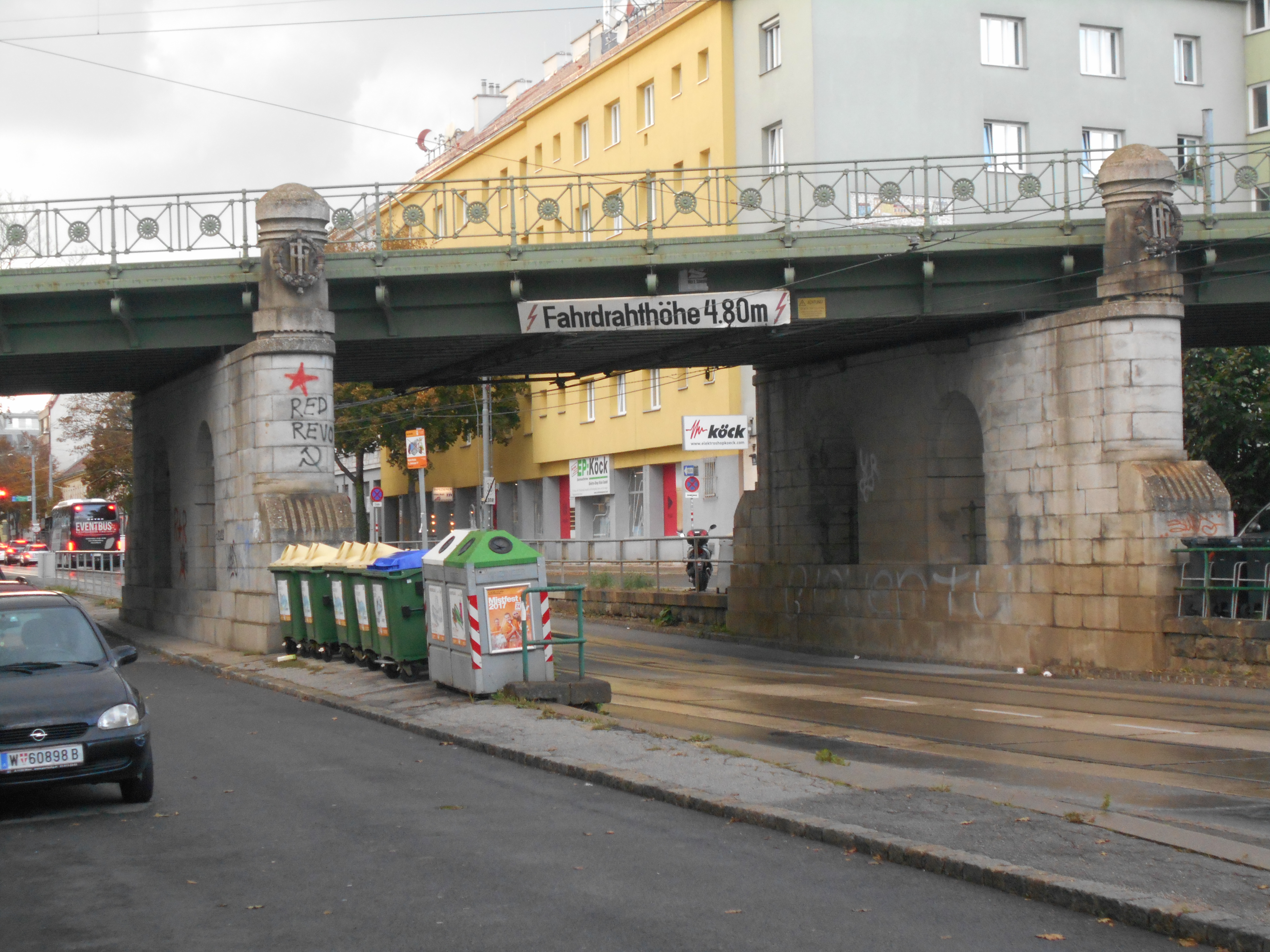
Brücke über die Linzer Straße; Blickrichtung stadtauswärts (Westen)
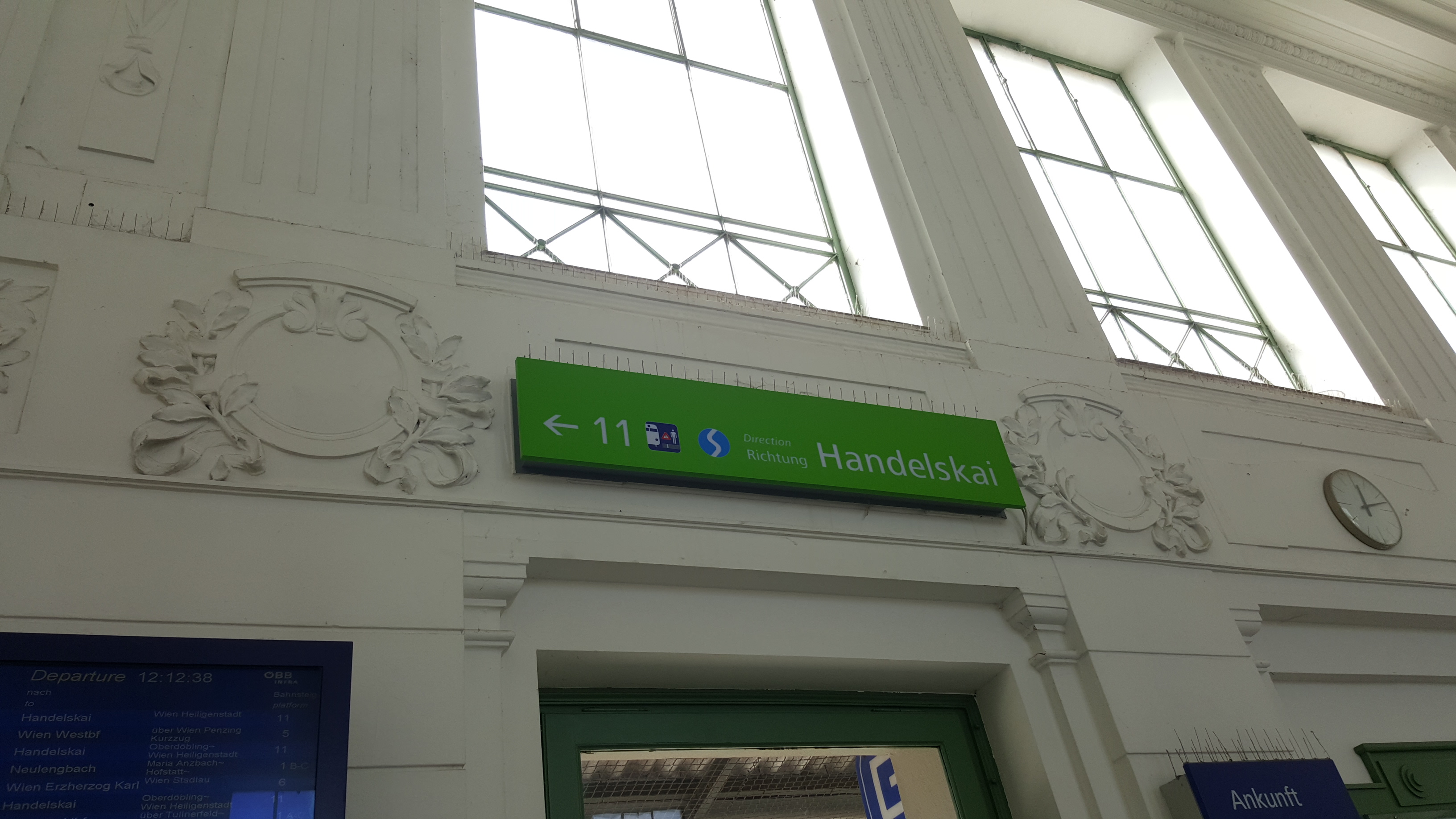
Hinweis auf die S45 Richtung Handelskai in Wien Hütteldorf